# Højskolen Snoghøj
Højskolen Snoghøj er en folkehøjskole beliggende ved Lillebæltskysten i Snoghøj, 300 m vest for den gamle Lillebæltsbro. Her har den har ligget siden 1913. Skolens historie går dog længere tilbage end dette. Højskolen udbyder primært kurser og forløb indenfor musical, teater og musik.

## Skolen historie
Højskolen Snoghøj fungerede i 1908-1913 som en fiskerihøjskole, placeret i Kerteminde. I 1913 fik skolen nye lokaler, beliggende i Snoghøj. Byggegrunden, og en del af byggeriet, blev doneret af Fru Meldolas, og det lykkedes daværende forstander Andreas Otterstrøm, at sikre den resterende økonomi, så skolen kunne bygges. Tanken med de nye bygninger var, at holde sommerskole for kvinder, med fokus på husholdning, og især på fiskens anvendelse i maden.
Efter 1. Verdenskrig kom skolen i økonomiske udfordringer, og overgik i 1919 til at være en selvejende institution. Samtidig blev der oprettet kurser i folkedans, som stadig er på programmet i dag.
I 1924 blev højskolen solgt til Anna Krogh og Jørgine Abildgaard, som omdannede skolen til en gymnastikhøjskole for piger. Det lykkedes dem på denne tid at gøre skolen landskendt.

## Nordisk/Europæisk Folkehøjskole
I 1958 omdannedes Snoghøj Højskole til Nordisk/Europæisk Folkehøjskole med Poul Engberg som forstander. Det betød, at skolen blev endnu mere fokuseret på den Grundtvigske tilgang, og nu blev en ganske almindelig højskole, med undervisning på et alment plan.
Da den nye forstander, Jakob Krøgholt, kom til, i 1972, ønskede skolen ikke at fremstå som en EU-venlig skole. Samtidig blev skolen mere demokratisk, og tog både elever og lærere med på råd, i forhold til undervisning og styre, dog stadig med stor fokus på EU.
Den næste forstander, Jens Rahbæk Petersen, som kom til i 1980, var dog større modstander af EU, og kørte derfor skolen mindre i retning mod EU, og mere i retning af det nordiske. Dette blev bakket op om, af den næste forstander, Bøje Østerlund, som kom til i 1993. I årene efter døjede skolen med en lav elevtilgang, hvorfor der sadledes om igen.

## IT-folkehøjskole
Det betød, at i 1999 tiltrådte et repræsentantskab, mens Bøje Østerlund fortsatte som forstander. Skolen skal nu laves til en IT-folkehøjskole. I 2000 tiltræder Hans Christian Grosbøll-Poulsen som forstander, og er valgt grundet hans virke som cand.theol., samtidig med han har øje for de moderne tider, og på den måde kan kombinere klassiske værdier, med moderne indstillinger.
IT-Folkehøjskolen Snoghøj var en af deltagerne i projektet Youth2002 – hjulpet på vej af Association for Community Colleges (ACC), der havde sekretariat på skolen i år 2000.
Efter et par skiftende forstandere, kom Torben Egeris til i 2003, og skolen fik en mere musikorienteret profil, og det kan mærkes på undervisningstilbuddene, som bliver mere i form af kurser som de kendes i dag, hvor Martin Elung-Jensen er forstander.
Der er nu undervisning i musical, skuespil, sceneinstruktion, film, dramatisk skrivekunst, scenografi, lyd og lys. Det er endvidere muligt at tage HF-fag i samarbejde med VUC.

## Forstandere
- 1908-1924 Andreas Otterstrøm
- 1924-1956 Anna Krogh og Jørgine Abildgaard
- 1956-1958 Jørgine Abildgaard
- 1958-1972 Poul Engberg
- 1972-1980 Jakob Krøgholt
- 1980-1992 Jens Rahbæk Petersen
- 1993-2000 Bøje Østerlund
- 2000-2001 Hans Christian Grosbøll-Poulsen
- 2001-2001 Jakob Erle
- 2001-2003 Hans Jørgen Vodsgård
- 2003-2013 Torben Egeris
- 2013-2015 Claus Boch
- 2015-2016 Michael Kristensen
- 2016-2020  Martin Elung-Jensen
- 2020- Kim Røge